# Пэйн, Брюс
Брюс Мартин Пэйн (англ. Bruce Martyn Payne; род. 22 ноября 1958, Уокинг, Англия) — британский актёр. Наиболее известен по главным отрицательным ролям в боевиках «Горец: Конец игры», «Чернокнижник 3: Последняя битва», «Пассажир 57», «Подземелье драконов» и его сиквеле. Кроме того, сыграл наркоторговца Колина в фильме «За королеву и страну» (1988), солдата и религиозного фанатика Уинстона в зомби-хорроре «Убить заново» (2015).

## Фильмография
| Год  |    | Русское название                           | Оригинальное название                       | Роль                            |
| ---- | -- | ------------------------------------------ | ------------------------------------------- | ------------------------------- |
| 1983 | ф  | Крепость                                   | The Keep                                    | второй пограничник              |
| 1986 | ф  | Абсолютные новички                         | Absolute Beginners                          | Фликкер                         |
| 1987 | ф  | Мисс Марпл:Немизида                        | Miss Marple: Nemizida                       | Майкл Рафиэл                    |
| 1988 | ф  | За королеву и страну                       | For Queen & Country                         | Колин                           |
| 1991 | ф  | Вой 6: Уродцы                              | Howling VI: The Freaks                      | Р.Б. Харкер                     |
| 1991 | ф  | Подмена                                    | Switch                                      | Дьявол                          |
| 1992 | ф  | Пассажир 57                                | Passenger 57                                | Чарльз Рэйн                     |
| 1993 | ф  | Полное затмение                            | Full Eclipse                                | Адам Гэроу                      |
| 1994 | тф | Малыш Сиско                                | The Cisco Kid                               | генерал Мартин Дюпри            |
| 1994 | ф  | Книга мёртвых                              | Necronomicon                                | Эдвард де Лапор                 |
| 1998 | с  | Её звали Никита                            | La Femme Nikita                             | Юрген                           |
| 1998 | ф  | Чистильщик                                 | Sweepers                                    | доктор Сесил Хоппер             |
| 1999 | ф  | Чернокнижник 3: Последняя битва            | Warlock III: The End of Innocence           | Филлип Ковингтон / Чернокнижник |
| 2000 | ф  | Горец: Конец игры                          | Highlander: Endgame                         | Джейкоб Келл                    |
| 2000 | ф  | Подземелье драконов                        | Dungeons & Dragons                          | Дамодар                         |
| 2001 | ф  | Возвращение Джека потрошителя              | Ripper                                      | Маршалл Кейн                    |
| 2002 | ф  | Неудержимые                                | Riders                                      | лейтенант Макгрудер             |
| 2003 | ф  | Порождение ада                             | Hellborn                                    | доктор Маккорт                  |
| 2004 | ф  | Версия 1.0                                 | One Point O                                 | сосед                           |
| 2005 | ф  | Подземелье драконов 2: Источник могущества | Dungeons & Dragons: Wrath of the Dragon God | Дамодар                         |
| 2007 | ф  | Послания                                   | Messages                                    | доктор Роберт Голдинг           |
| 2010 | ф  | Добыча                                     | Prowl                                       | Бернард                         |
| 2012 | ф  | Проклятый камень                           | Greystone Park                              | Демон (голос)                   |
| 2013 | ф  | Погнали!                                   | Getaway                                     | загадочный человек              |
| 2015 | ф  | Убить заново                               | Re-Kill                                     | Алекс Уинстон                   |
| 2016 | ф  | Крах                                       | Breakdown                                   | Питер Грейнджер                 |